# محسن پرویز
محسن پرویز (متولد ۱۳۴۲ در تهران) پزشک و داستان نویس اهل ایران است. او بین سال‌های ۱۳۸۵ تا ۱۳۸۹ معاون امور فرهنگی وزارت فرهنگ و ارشاد اسلامی بود.

## زندگینامه
پرویز سال ۱۳۴۲ در تهران به دنیا آمد. او سال ۱۳۶۰ در رشته ریاضی فیزیک دیپلم گرفت و به سربازی رفت. پرویز دوران سربازی را در سپاه پاسداران و مناطق جنگی غرب گذراند.
او بعد از خدمت وارد دانشکده پزشکی دانشگاه شهید بهشتی تهران شد و سال ۱۳۷۱ دکترای طب عمومی گرفت. پس از آن در سال ۱۳۷۷ دوره تخصصی فیزیولوژی را در دانشگاه علوم پزشکی تهران گذراند. پرویز از سال ۱۳۷۴ هم‌زمان با تحصیلات تکمیلی و تخصصی خود به تدریس در دانشگاه پرداخت و در عین حال از فعالیت‌های فرهنگی و مطبوعاتی نیز غافل نماند. او از طریق نوشتن داستانها، گزارش، مقاله و نقد ادبیات داستانی با بعضی از نشریات کشور همکاری داشته‌است. بعضی از آثار او عبارتند از: داستان‌های بلند معلم خودمانی و بوی گل، بوی او و مجموعه داستان‌های عبدالله، دیگر از پرستوها خبری نیست، آن روز در کنار تو، ستاره‌ای در زمین، گنجشک و غربیل و ستاره.

## فعالیت در وزارت ارشاد
او از سال ۱۳۸۵ با حکم محمدحسین صفارهرندی، وزیر فرهنگ و ارشاد اسلامی به سمت معاون امور فرهنگی وزارت فرهنگ و ارشاد اسلامی منصوب شد.
از اولین فعالیت‌های پرویز در وزارت فرهنگ و ارشاد اسلامی لغو یارانه کاغذ بود. او هدف از انجام این کار را اعطای یارانه به کتاب‌ها، به عوض ناشران، دانست.
پرویز در چهار دوره رئیس نمایشگاه بین‌المللی کتاب تهران بود و در دوران تصدی او، پس از دستور رئیس‌جمهور مبنی بر تغییر مکان نمایشگاه، نمایشگاه کتاب تهران به مصلای امام خمینی منتقل شد. از جمله کارهای بنیادین وی در امور کتاب و کتابخوانی، در این مدت، برقراری جوایزی چون جلال آل احمد، گام اول، کتاب فصل احیا و تقویت دو جشنواره پروین اعتصامی و شعر فجر، برگزاری نخستین همایش شاعران ایران و جهان، تأسیس خبرگزاری کتاب ایران (ایبنا)، به عنوان تنها خبرگزاری تخصصی کتاب در ایران و جهان و بنیاد ادبیات داستانی و... بوده‌است. در دوره مسئولیت او سه نفر مدیریت اداره کتاب را به عهده داشتند که پرویز دو نفر از آن‌ها را به وزیر فرهنگ و ارشاد اسلامی معرفی کرد: محمدعلی رمضانی و محمد اللهیاری فومنی. پیش از این دو نفر، مجید حمیدزاده عهده‌دار ریاست اداره کتاب بود که مدیریت او انتقادهای زیادی را برانگیخته‌بود.
پس از پایان دولت نهم و تغییر وزیر فرهنگ و ارشاد اسلامی، زمزمه‌هایی در مورد تغییر معاون فرهنگی شنیده می‌شد، اما این شایعات با تکذیب مداوم وزیر جدید همراه بود.
تا آنکه سر انجام، در دوم تیر ۱۳۸۹ با حکم سید محمد حسینی، وزیر فرهنگ و ارشاد اسلامی، بهمن دری اخوی جایگزین پرویز شد. انتخاب دری اخوی، که پیش از آن در ستاد مبارزه با قاچاق کالا و ارز فعالیت می‌کرد و سابقه مؤثر فرهنگی چندانی نداشت، انتقادهایی را برانگیخت.
او در دهه‌های هشتاد و نود و از آغاز ۱۴۰۰ در دورۀ وزارت محمدحسین صفار هرندی و علی جنتی و محمدمهدی اسماعیلی از اعضای هیئت نظارت و سانسور پیش از چاپ کتب کودک و نوجوان بوده است.

## فعالیت پس از معاونت وزارت ارشاد
پرویز به مدت کوتاهی پس از پایان مسئولیتش در وزارت فرهنگ و ارشاد اسلامی به ریاست هیئت مؤسس انجمن قلم ایران انتخاب شد.
او همچنین به سمت معاونت فرهنگی دانشگاه علوم پزشکی تهران منصوب شد.